# Christian Heinrich Groskurd
Christian Heinrich Groskurd (ur. 2 czerwca 1747 Hullersen; zm. 7 lutego 1806, Stralsund) – niemiecki pedagog i pisarz.

## Życiorys
Był synem pastora w Hullersen koło Einbeck. Ojciec pomógł mu w zdobyciu gruntownego wykształcenia. Od 1767 do 1770 roku studiował w Getyndze m.in. Christiana Gottloba Heyne filologię. W 1770 roku otrzymał posadę subrektora w liceum w Sztokholmie. Był tam nauczycielem języka szwedzkiego. W 1775 roku został konrektorem w gimnazjum w Stralsund, które znajdowało się w byłym klasztorze dominikańskim św. Katarzyny. Po odejściu rektora Ungara objął w 1779 roku jego stanowisko. Do jego uczniów zaliczał się także Ernst Moritz Arndt, który jemu i dwóm innym nauczycielom zadedykował w 1804 roku dzieło Der Storch und seine Familie. Groskurd napisał kilka pism pedagogicznych i przetłumaczył kilka dzieł z języka szwedzkiego na język niemiecki. W roku 1804 z powodu ciężkiej choroby abdykował ze stanowiska. Zmarł 7 lutego 1806 roku.
Christian Heinrich Groskurd ufundował bibliotekę dla gimnazjum składającą się z licznych dzieł, w części z odręcznymi dedykacjami i jego uwagami, m.in. Johanna Christopha Gottscheda Versuch einer Critischen Dichtkunst für die Deutschen z 1737 i Philipa Johana von Stralenberga Das Nord- und Östliche Theil von Europa und Asia, in so weit solches das gantze Russische Reich mit Sibirien und der grossen Tatarey in sich begriffet, Stockholm 1730. Od 1945 roku przechowywało je miejskie archiwum w Stralsund. Tomy te pojawiły się w 2012 roku w handlu antykwarycznym, po czym miasto bibliotekę gimnazjum sprzedało.

## Twórczość (wybór)
- Gedanken über die gemeinnützigste Einrichtung einer Schule. Stockholm 1771
- Schulbuch für die ersten Anfänger. Stockholm 1775
- Über das Fehlerhafte in der Vorbereitung junger Leute zu Predigern. Stralsund 1785
- Geschichte der schwedischen Bibelübersetzung.

## Przekłady z języka szwedzkiego
- Jakob Jonas Björnståhl: Briefe. 1777-1783
- Anders Sparrman: Reise nach dem Vorgebirge der guten Hoffnung. 1784
- Carl Peter Thunberg: Reise durch Europa, Afrika und Japan. 1792-1794